# Gerioneida
Gerioneida es un poema fragmentario, escrito en griego antiguo por el poeta lírico Estesícoro. Compuesto en el siglo VI a. C. narra un episodio del mito de Heracles en el que el héroe roba el ganado de Gerión, un monstruo de tres cuerpos con rostro humano.

## Conservación
El texto del Gerioneida solamente se ha conservado de forma fragmentaria. La mayor parte procede del Papiro Oxirrinco XXXII 2617, publicado en 1967. Otros fragmentos se encuentran en el libro 11 del Banquete de los eruditos de Ateneo. Las partes existentes del poema presentan numerosas lagunas, y únicamente el fragmento 19 (= 15 SLG) presenta largos tramos de texto ininterrumpido. La longitud del poema completo se estima en 1300 versos.

## Sinopsis
Las partes existentes del poema comienzan con el preludio de la lucha entre Heracles y Gerión. Incluyen: un consejo de los dioses olímpicos, que resuelve que Gerión ha de morir, el nacimiento de su pastor Eurition, y una representación de los padres del monstruo Crisaor y Calírroe, que intentan convencerle de que no se enfrente a Heracles. Los momentos finales del conflicto se conservan con mayor integridad: Heracles dispara una flecha mortal a la frente de Gerión. Su agonía se describe con minuciosidad y se compara con una amapola marchita.

## Recepción
Al igual que gran parte de la producción de Estesícoro, el Gerión se ha destacado por el uso y el avance de los elementos homéricos, especialmente la humanización de Gerión mediante la mención de sus padres y el símil de la amapola.
En 1998, la poeta canadiense Anne Carson publicó la novela en verso Autobiography of Red («Autobiografía de Rojo»), una interpretación moderna de Gerioneida.